# Graddabunga
Graddabunga är en kulle i republiken Island. Den ligger i regionen Norðurland eystra, 300 km nordost om huvudstaden Reykjavík. Toppen på Graddabunga är 783 meter över havet.
Trakten runt Graddabunga är nära nog obefolkad, med mindre än två invånare per kvadratkilometer. Närmaste större samhälle är Reykjahlíð, omkring 14 kilometer sydväst om Graddabunga. Trakten runt Graddabunga består i huvudsak av gräsmarker.